# آرامیس نایت

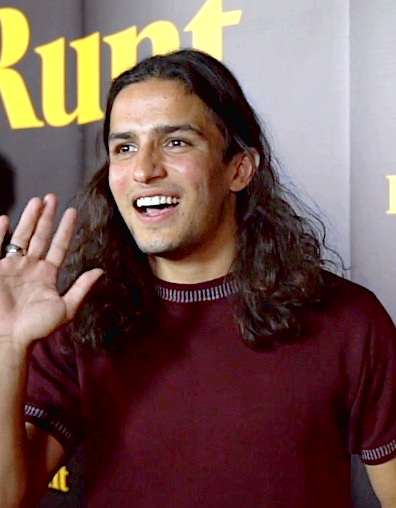
آرامیس نایت در سال 2021

آرامیس نایت (انگلیسی: Aramis Knight؛ زادهٔ ۳ اکتبر ۱۹۹۹) یک هنرپیشه اهل ایالات متحده آمریکا است. وی از سال ۲۰۰۵ میلادی تاکنون مشغول فعالیت بوده‌است.
از فیلم‌ها یا برنامه‌های تلویزیونی که وی در آن نقش داشته است می‌توان به بازی اندر و در بدلندز اشاره کرد.